# Ko Kham
Ko Kham (en tailandés: เกาะขาม) es una pequeña isla cerca de Ko Mak, en provincia de Trat, en Tailandia.
Se puede llegar con un kayak desde Ko Mak o caminando durante la marea baja. Ko Kham tiene bonitos lugares para bucear, dependiendo de la dirección del viento. En especial la playa del sur tiene un mar tranquilo, agradables dunas de arena, rocas de lava negra con conchas y cangrejos (o cangrejos de río y mariscos). Cerca de las rocas, se pueden ver los erizos de mar negros que tienen de 15 a 30 cm de radio y muchas espinas negras. Los lugareños dicen que las espinas contienen pequeñas agujas y veneno: si uno toca las espinas y las agujas, la aguja debe ser aplastada con una piedra. El veneno es irritante y letal. En Tailandia, el nombre es Hoi Ment (หอยเม่น).